# (37311) 2001 PH28
2001 PH28 (asteroide 37311) é um asteroide da cintura principal. Possui uma excentricidade de 0.11839510 e uma inclinação de 0.82195º.
Este asteroide foi descoberto no dia 14 de agosto de 2001 por NEAT em Haleakala.